# Johann Wilhelm Baumeister

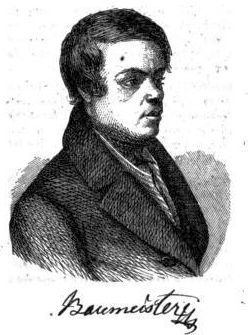

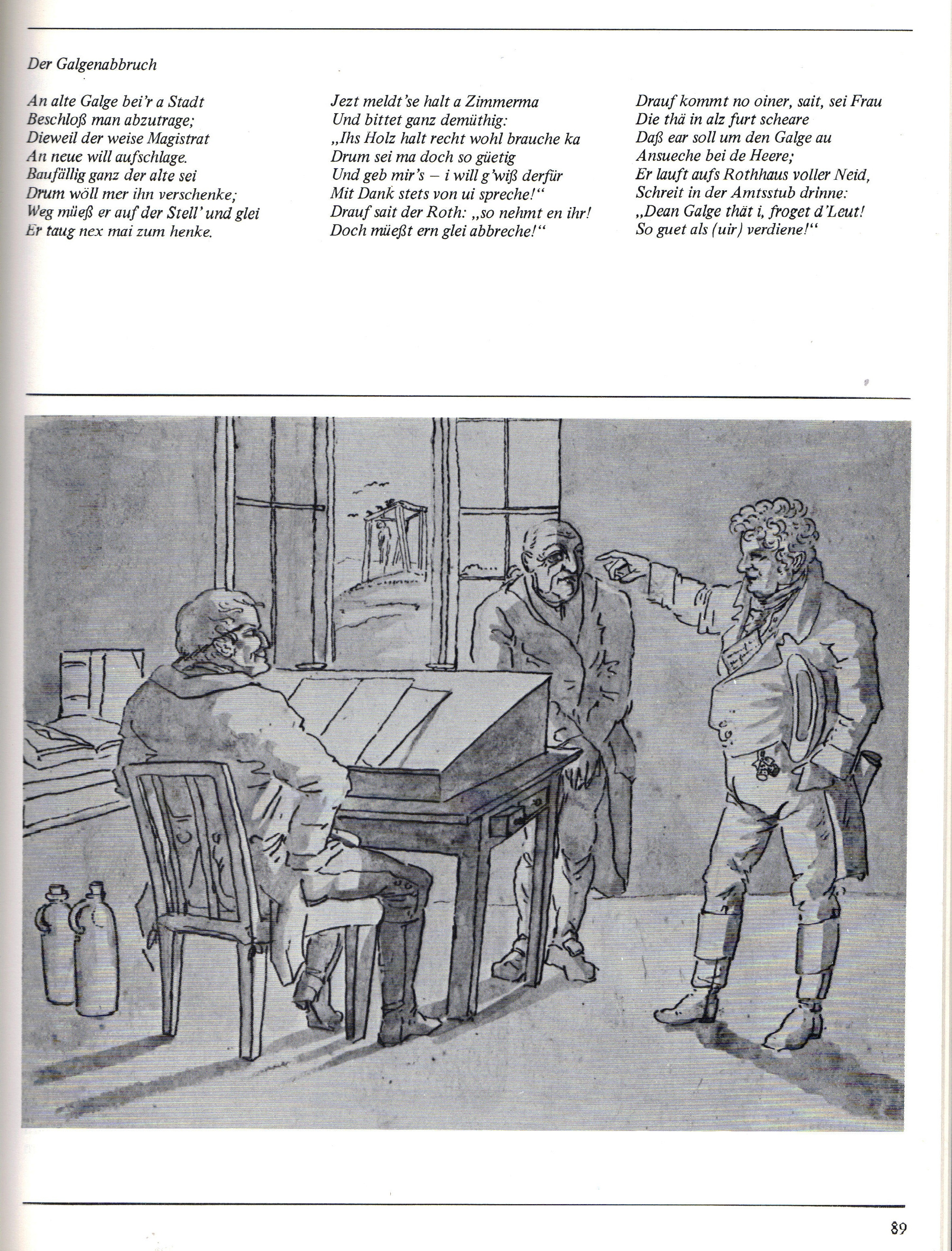
Illustration eines Gedichts von Josef Epple

Johann Wilhelm Baumeister (* 27. April 1804 in Schwäbisch Gmünd; † 4. Februar 1846 in Stuttgart) war ein deutscher Veterinär und Tiermaler.

## Leben
Der Sohn des Zeichenlehrers Johann Sebald Baumeister. Nach dem Willen seines Vaters sollte er Geistlicher werden, kam er 1817 auf das Präceptorat nach Aalen, aber binnen Jahresfrist kehrte er zurück.
Daraufhin studierte er in Augsburg und München Malerei und schon nach 2 Jahren konnte er von seinen Bildern leben. 1825 wandte er sich aber dann der Tierheilkunde zu und ging nach Stuttgart. Schon nach einem Jahr konnte er das Studium mit einem Preis abschließen. Er praktizierte dann in Gmünd als Tierarzt. Eine lithographische Darstellung der Gebrechen des Pferdes mit erläuterndem Text 1827 wurde 1827 höheren Orts mit einer Medaille prämiiert. 1829 starb sein Vater und er musste nun seine Mutter und die jüngeren Geschwister unterstützen. Mit Hilfe des Hofrats Sick kam er 1831 als Lehrer an das Landwirtschaftlichen Institut in Hohenheim. Er nutzte sein Talent als Maler zur Illustration von Tieren. Ab 1839 war er Professor an der Tierarzneischule in Stuttgart (Lehrer der Anatomie, pathologischen Anatomie und Tierzucht).
Baumeister war ein talentierter Pferdemaler, der seine eigenen Publikationen illustrierte.

## Werke
- „Das Scelett des Rindes“, 1841
- „Kurz gefaßte Anleitung zur Hauspferdezucht“, 1843
- „Das Exterieur des Pferdes“, 1844 (4. Aufl. v. Duttenhofer 1857)
- „Anleitung zur Kenntnis zum Außeren des Pferdes“, 3. Auflage, 5. Auflage
- „Thierärztliche Geburtshilfe“, 1844 (5. Aufl. von Rueff 1869)
- „Anleitung zum Betriebe der Rindviehzucht“, 1849 (3. Aufl. 1857) 3. Auflage
- mit Friedrich Martin Duttenhofer (1810–1859): „Encyclopädisches Handbuch der gesammten Thierheilkunde“ (1844, 2. Ausg. 1847) Digitalisat
- „Handbuch der landwirthschaftlichen Thierkunde und Thierzucht mit Holzschnitten nach Originalzeichnungen“ (1845, 2. Ausgabe von Duttenhofer und Rueff 1851, 3. Aufl. 1858), Digitalisat
- „Anleitung zum Betriebe der Pferdezucht“, 1845
- „Anleitung zur Beurtheilung des Aeußern des Rindes“ (1846, 2. Aufl. von Rueff 1858), Digitalisat
- „Kurz gefaßte Anleitung zum richtigen Betriebe der Schweinezucht“, 1849, (3. Aufl. von Rueff 1859)